# Acido sorbico
L'acido sorbico è un acido grasso polinsaturo con 6 atomi di carbonio e 2 legami trans in posizione 2 e 4.
A temperatura ambiente si presenta come un solido bianco dall'odore tenue. È un composto irritante.
L'acido sorbico viene metabolizzato dagli animali e da alcuni micro-organismi comportandosi come una fonte di calorie al pari di altri acidi grassi come l'acido caproico.
L'apporto calorico è stato calcolato pari a 6,6 Kcal/g.
È un acido organico utilizzato come antimicrobico e antifungino negli alimenti, cosmetici e farmaci dal 1945.
Viene utilizzato anche nei processi di polimerizzazione di resine, gomme e plastiche.

## Fonti
L'acido sorbico si trova anche in natura, principalmente nelle bacche del sorbo degli uccellatori (Sorbus aucuparia). È presente pure nelle bacche del comune sorbo domestico (Sorbus domestica) e della Schisandra chinensis. 
Normalmente è un prodotto di sintesi realizzato con diversi processi e reazioni. La produzione più diffusa avviene per condensazione di crotonaldeide e chetene.

## Attività antimicrobica
Molte ricerche hanno individuato l'azione dell'acido sorbico verso le muffe. In particolare:  Alternaria, Ascochyta, Ascosphaera, Aspergillus, Botrytis, Cephalosporium, Chaetomium, Cladosporium, Colletotrichum, Cunninghamella, Curvularia, Fusarium, Geotrichum, Gliocladium, Helminthosporium, Heterosporium, Humicola, Monilia, Mucor, Penicillium, Phoma, Pepularia, Pestalotiopsis, Pullularia, Rhizoctonia, Rhizopus, Rosellinia, Sporotrichum, Trichoderma, Truncatella, Ulocladium
L'azione inibente le muffe lo ha reso particolarmente utile per ridurre il rischio micotossine anche se a concentrazioni non inibitorie (10mg/ml) non solo non riduce la produzione di aflatossine ma può stimolare a certe condizioni la formazione di micotossine
Risulta attivo anche verso diversi batteri: Acetobacter, Achromobacter, Acinetobacter, Enterobacter, Aeromonas, Alcaligenes, Alteromonas, Arthrobacter, Bacillus, Campylobacter, Clostridium, Escherichia, Klebsiella, Lactobacillus, Micrococcus, Moraxella, Mycobacterium, Pediococcus, Proteus, Pseudomonas, Salmonella, Serratia, Staphylococcus, Vibrio, Yersinia
L'azione inibitoria dell'acido sorbico è maggiore nella sua forma indissociata. Avendo pKa uguale a 4,76 il suo utilizzo e quello dei suoi sali a pH superiore a 6,5-7 può risultare poco efficace o inefficace.
La sua concentrazione minima inibitoria (MIC) si misura in ppm. ed è dipendente dal pH
| Organismi                | pH      | MIC (ppm) |
| Saccharomyces cerevisiae | 3,0     | 25        |
| Saccharomyces spec.      | 3,2-5,7 | 30-100    |
| Candida krusei           | 3,4     | 100       |
| Candida lipolytica       | 5,0     | 100       |

## Utilizzo alimentare
Nel 1974 il JECFA, il Joint FAO/WHO Expert Committee on Food Additives  ha classificato l'acido sorbico e suoi sali come additivi alimentari sicuri con una dose giornaliera accettabile (ADI) per l'uomo di 0-25 mg/kg bw.
Nella Unione europea è utilizzabile come additivo alimentare con il codice E 200 in diversi alimenti a diverse concentrazioni massime

Alcuni esempi:
- alcuni latticini e formaggi 1000 mg/kg
- sulla buccia dei limoni freschi 20 mg/kg
- frutta secca 1000 mg/kg
- confetture / marmellate a basso tenore di zucchero 1000 mg/kg
- birra 200 mg/kg

Sono anche autorizzati il sorbato di potassio (E 202) ed il sorbato di calcio (E 203).
Il sorbato di sodio (E201) non è un additivo autorizzato nella UE a causa della dimostrata genotossicità.
Nel 2015 l'EFSA ha rivisto la dose giornaliera accettabile (ADI) per l'acido sorbico ed il sorbato di potassio portandola a 3mg/kg bw/day. L'ADI del sorbato di calcio non è stata definita mancando i dati sulla genotossicità.

## Utilizzo cosmetico
L'allegato V del Regolamento europeo No 1223/2009 sui cosmetici, autorizza l'utilizzo dell'
acido sorbico e suoi sali come conservanti.
| Denominazione chimica/INN | Denominazione INCI                                              | Concentrazione massima nei preparati pronti per l'uso |
| ------------------------- | --------------------------------------------------------------- | ----------------------------------------------------- |
| Acido sorbico e suoi sali | SORBIC ACID, CALCIUM SORBATE, SODIUM SORBATE, POTASSIUM SORBATE | 0,6 % (acido)                                         |

La solubilità in acqua dei sali, molto più alta (58% ) rispetto all'acido, li fa preferire nei sistemi acquosi.